# Geronimo Stilton

Logo della Geronimo Stilton

Geronimo Stilton è una serie di libri per ragazzi scritti dall'omonimo autore (in realtà pseudonimo di Elisabetta Dami) e ambientati nell'immaginaria città di Topazia. La serie è stata tradotta in 50 lingue e ha venduto oltre 35 milioni di copie soltanto in Italia e oltre 180 milioni in tutto il mondo.

## Storia editoriale

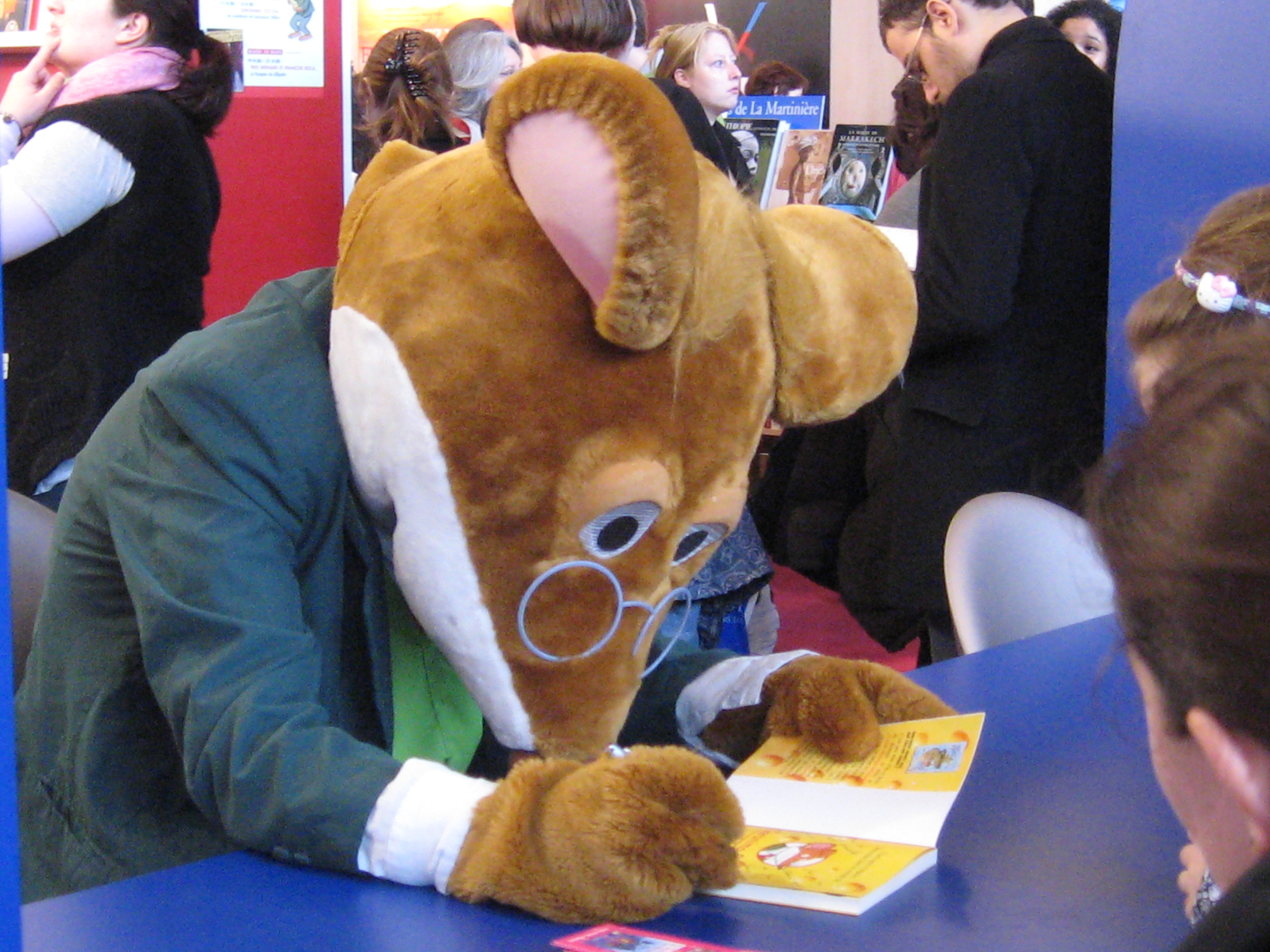
L'autrice dei libri travestita da Geronimo Stilton al salone del libro di Parigi del 2010.

Il primo libro in cui compare Geronimo Stilton è stato pubblicato nel 1997 dalla casa editrice Dami, fondata nel 1972 da Piero Dami, padre dell'autrice Elisabetta. Sono disponibili anche in formato eBook. In Francia sono pubblicati dalla Albin Michel Jeunesse, in Spagna dalla Editorial Destino (dal gruppo Planeta), negli Stati Uniti d'America dalla Scholastic, nel Regno Unito dalla Sweet Cherry Publishing.

## Personaggi

### Roditori
- Geronimo Stilton, nato a Topazia, è, come lui stesso ama definirsi, un tipo, anzi un topo, intellettuale. Di professione giornalista ed editore, è il direttore dell'Eco del Roditore, il quotidiano più famoso e più diffuso dell'Isola dei Topi, ma la sua vera passione è scrivere libri. Geronimo è molto abitudinario e anche abbastanza fifone (soffre di quasi tutte le fobie più comuni), porta gli occhiali in quanto fortemente miope e indossa abitualmente un completo verde con una camicia bianca ed una cravatta rossa; nel tempo libero, quando non si dedica alla scrittura, ascolta musica classica e colleziona pregiate croste di formaggio del Settecento. Non si è mai sposato, in quanto sostiene di non aver mai incontrato una compagna ideale per la sua vita, anche se ha ed ha avuto diversi innamoramenti, fra cui Tenebrosa Tenebrax, Provolinda de La Gruyere, Ombra Rasmaussen e soprattutto Patty Spring. Il suo più grosso punto debole è che non riesce mai a rifiutare nulla al suo caro nipotino Benjamin, e per questo capita spesso che gli altri incarichino quest'ultimo di chiedere allo zio di compiere qualcosa che Geronimo, se fosse per lui, non farebbe assolutamente, ad esempio partire per viaggi, in quanto egli odia viaggiare. Nel libro "La vera storia di Geronimo Stilton" si scopre che nessuno sa chi siano i genitori del protagonista, nemmeno lui stesso, il quale a tal proposito dichiara di essere stato adottato con molto affetto dalla famiglia Stilton.
- Benjamin Stilton, nipote preferito di Geronimo, al quale è legatissimo, ha otto anni e frequenta la terza elementare. È molto bravo a scuola, tranne in educazione fisica, in cui, come lo zio Geronimo, non se la cava affatto. È piuttosto esperto di tecnologia e informatica e per tale motivo aiuta spesso lo zio, che invece è una vera frana in questi ambiti. È innamorato di Pandora Woz. Vive con zia Lippa e Trappy e spesso accompagna lo zio nelle sue avventure.
- Tea Stilton, sorella minore di Geronimo, è l'inviata speciale e fotografa del giornale “Eco del Roditore”. È molto diversa dal fratello: grintosa, spericolata ed esperta di qualsiasi sport anche estremo, ha compiuto una enorme quantità di viaggi e imprese sportive, si sposta sempre guidando una grossa moto gialla ed è molto atletica e affascinante; per tali motivi ha moltissimi corteggiatori ed ha avuto e lasciato innumerevoli fidanzati. Tea si è laureata al College di Topford, dove è stata anche invitata a insegnare e dove ha conosciuto Colette, Nicky, Pamela, Paulina e Violet, cinque ragazze provenienti ognuna da un continente diverso che sono diventate le sue migliori amiche, ribattezzandosi per questo Tea Sisters.
- Trappola Stilton, cugino di Geronimo e Tea. Tarchiato, burlone e dalla battuta sempre pronta, ama molto cucinare e anche, e soprattutto, mangiare. Ama anche architettare dispetti, scherzi e prese in giro, anche pesanti, soprattutto ai danni di Geronimo (i due a volte litigano, ma si vogliono comunque molto bene), e finisce per cacciarsi spesso nei guai. Ha una personalità poliedrica, ha viaggiato molto ed ha svolto e cambiato moltissimi lavori anche assurdi.
- Pandora Woz, migliore amica di Benjamin e nipote di Patty Spring, è una topina molto simpatica e fin troppo vivace, soprattutto con Geronimo; ha folti capelli neri, che tiene sempre raccolti con una bandana. Ha una cotta, ricambiata, per Benjamin.
- Trappy Stilton, è la nipotina vivace e dispettosa di Geronimo. Cugina di Benjamin e migliore amica di Pandora, adora giocare con loro, fare scherzi a Geronimo ed essere uguale in tutto e per tutto allo zio Trappola. Le piace accompagnare Geronimo nei suoi viaggi. Vive con Benjamin a casa di zia Lippa. Ha una piccola cotta segreta per Oliver. Le piace la cucina, la geografia e vivere nuove esperienze con lo zio Geronimo. Come il cuginetto Benjamin, è molto esperta di tecnologia e informatica.
- Torquato Travolgiratti, detto Panzer, è il nonno di Geronimo, Tea e Trappola e il bisnonno di Benjamin. È stato il fondatore dell'Eco del Roditore, che ha diretto per molti anni e poi lasciato a malincuore in eredità a Geronimo, salvo poi minacciarlo spesso di tornare a dirigere la testata e recarsi periodicamente in redazione per terrorizzare il nipote e i dipendenti con le sue sfuriate. Ama viaggiare e possiede un gigantesco camper color formaggio, lungo quasi 25 metri e dotato di ogni comodità. La sua nipote preferita è Tea, che loda sempre, e spesso molti si chiedono perché non abbia lasciato a lei il giornale. Nonostante sia sempre critico e duro con Geronimo, gli vuole molto bene. È un grande appassionato di golf, sport che pratica da sempre, e da giovane ha vinto molti tornei. Sempre da giovane era anche un promettente calciatore e fondò il Rattonia Football Club, società calcistica di Topazia, della quale è presidente;
- Patty Spring, giornalista televisiva che dedica la sua vita a salvaguardare l'ambiente e nel tempo libero suona il flauto e canta. Proveniente da una famiglia molto numerosa, ha un fratello, Dakota Spring. È bionda, snella e affascinante e indossa solitamente un paio di jeans e una camicetta rosa. Ricambia segretamente l'amore che Geronimo prova per lei, anche se tra loro due è sempre un nulla di fatto, dal momento che il protagonista è sempre troppo timido per dichiararsi e lei non si accorge mai di essere ricambiata. È la zia di Pandora.
- Pinky Pick, quattordicenne scatenata e geniale, assistente e collaboratrice editoriale di Geronimo (che chiama sempre "capo"). Orfana di entrambi i genitori, alla mattina frequenta la scuola e nel pomeriggio lavora per l'Eco del Roditore come cacciatrice di tendenze. Sempre vestita alla moda ed espertissima di tutto ciò che è di tendenza, pretende da Geronimo uno stipendio altissimo e spesso finisce per cacciarlo nei guai. Ha creato e dirige, insieme alla sua assistente Merry, sua coetanea, un giornalino per ragazzi di grande successo che si chiama "Scalpore!".
- Pina Topozzi, è la governante di nonno Torquato. Abilissima cuoca, sa preparare praticamente qualsiasi piatto esistente e sogna di aprire un ristorante. È convinta che Torquato sia troppo grasso e che Geronimo sia troppo magro, e quando cucina per entrambi si comporta di conseguenza. È molto forte e decisa ed è l'unica persona che riesca a imporsi sul suo capo. Porta sempre con sé un mattarello di metallo telescopico con le sue iniziali incise, regalo di Torquato, che a volte usa come strumento di minaccia per farsi rispettare.
- Ficcanaso Squitt, brillante investigatore. Grande amico fin dai tempi dell'asilo di Geronimo, a cui ha sempre adorato fare molti scherzi anche pesanti, è golosissimo di banane e veste sempre con impermeabili e cappelli gialli, prodotti dall'azienda di famiglia. Come molti, è innamorato di Tea. Ha un modo di esprimersi tutto suo piuttosto particolare e ridicolo. Il suo ufficio si trova in una sgangherata casetta tra due grattacieli nella zona del porto di Topazia, che più volte gli è stato chiesto di vendere ma lui ha sempre rifiutato, essendo molto affezionato a tale luogo. Coinvolge spesso Geronimo nei suoi "stratopici" casi, mettendo sé stesso e l'amico in pericolo.
- Zia Eulippa "Lippa" Merletti Stilton, zia preferita di Geronimo, veste sempre con un abito color lavanda e porta un ombrellino color lilla, una borsetta color ciclamino e un ciondolo d'argento a forma di cuore. Sembra molto più giovane di quello che è (ha un anno in più di nonno Torquato). È una grande esperta di affari sentimentali e il suo motto è: "L'amore è come il formaggio: se è di qualità, col tempo migliora". Abita con Benjamin e Trappy.
- Zio Spelliccio Spellicciotti, marito di Zia Lippa. Abile marinaio, era scomparso diciotto anni prima del 4º libro, Il mistero del tesoro scomparso. Si scopre che era naufragato finendo su un'isola piccolissima, non segnata sulle carte, durante un viaggio alle Isole Topucche in cui stava cercando un tesoro; in tale libro viene ritrovato da Geronimo, Tea, Trappola, Benjamin e Zia Lippa.
- Ficcagenio Squitt, brillante scienziato e cugino di Ficcanaso, è golosissimo di pistacchi e veste sempre con camici bianchi. È innamorato di Topisia, l'erborista dell' Eco del Roditore. Come il cugino, si esprime sempre in un suo modo molto particolare e il suo ufficio è sempre disordinato.
- Tenebrosa Tenebrax, roditrice molto bella e affascinante dall'aspetto decisamente lugubre che di professione fa la regista di film horror, si sposta guidando un carro funebre sportivo decappottabile ed è solita indossare un vestito viola lungo fino a terra e portare le unghie lunghe e laccate di viola. Abita in un lugubre castello nella Valle Misteriosa ed è sempre stata innamorata di Geronimo, al punto tale che si auto-dichiara come la sua fidanzata e ha sempre voluto sposarlo, anche se lui non è mai stato d'accordo e l'ha sempre considerata solo come una delle sue migliori amiche. Nel volume 56 Tenebrosa "lascerà" Geronimo, a seguito del suo ennesimo rifiuto di sposarla, ma l'episodio non incrinerà il loro rapporto di amicizia. In seguito si vedrà, nella collana speciale dedicata a Tenebrosa, che quest'ultima si auto-dichiarerà fidanzata a diversi roditori, ma allo stesso tempo continua a non risparmiare qualche avance a Geronimo.
- Sotterrasorci Tenebrax, padre di Tenebrosa, è il lugubre ma simpatico proprietario dell'impresa di pompe funebri "Funerali Coi Baffi";
- Brividella, nipote preferita di Tenebrosa, alla quale è molto affezionata e che cerca di imitare in tutto, sia fisicamente sia caratterialmente. Tredicenne dal carattere vivace, possiede un camaleonte domestico di nome Tortilla e scrive tutto ciò che le succede nel suo diario segreto;
- Nonna Crypta, nonna di Tenebrosa, è una scienziata che difende le specie animali in estinzione; appassionata di ragni, possiede una tarantola gigante di nome Dolores;
- Nonno Franchenstein: nonno di Tenebrosa e marito di nonna Crypta, è uno scienziato distratto e divertentissimo ma geniale, esperto di mummie egizie. Ha un occhio di vetro e un dito di gomma;
- Madam Latomb: governante della famiglia Tenebrax, suona il violino. Nella sua capigliatura cotonata si nasconde il suo feroce Canarino Mannaro, di nome Caruso;
- Signor Giuseppe: cuoco della famiglia Tenebrax, è perennemente avvolto in una nuvola di moscerini, si vanta di non lavarsi e cucina uno stufato a base di ingredienti strani e ripugnanti, dal sapore comunque molto buono ma fortemente indigesto, che sembra essere l'unico cibo consumato dai Tenebrax. Sogna inoltre di brevettare lo Stufato di Stufato;
- Sgnic e Sgnac: nipoti di Tenebrosa, gemellini dispettosi esperti di scherzi e informatica, ogni volta che qualcuno incappa in una loro beffa e chiede loro chi sia stato a progettarla dicono entrambi "Lui!" indicandosi a vicenda;
- Maggiordomo: severissimo maggiordomo della famiglia Tenebrax, snob fino alla punta dei lunghi baffi arricciati;
- Bebé: è un lattante che è stato trovato per caso e adottato dalla famiglia Tenebrax, che gli vuole un bene infinito;
- Kafka: fedele scarafaggio domestico della famiglia Tenebrax, abbaia e scodinzola come un cane e, nonostante abbia la sua cuccia nel cortile del castello di famiglia, adora dormire sul letto di Brividella;
- Languorina: pianta carnivora da guardia della famiglia Tenebrax, afferra al volo e ingoia qualsiasi cosa le venga lanciata e colleziona spazzolini da denti rossi;
- Pipistrillo: pipistrello domestico di Tenebrosa;
- La Cosa: vive nel fossato del castello dei Tenebrax, dove inghiotte e digerisce qualsiasi cosa cada dentro. È chiamata "La Cosa" in quanto nessuno l'ha mai vista e nessuno ha idea di cosa effettivamente sia.
- Sally Rasmaussen, direttrice della Gazzetta del Ratto e acerrima rivale di Geronimo. Quando quest'ultimo non si convince ad accettare una proposta editoriale, minacciare di proporre lo stesso affare a Sally riesce sempre a fargli cambiare idea. Vuole battere l'Eco del Roditore nel numero di copie vendute con ogni mezzo anche illecito, anche se solitamente Geronimo riesce a non farsi mettere i piedi in testa. Ha un pessimo carattere, gli occhi color ghiaccio e la voce tonante, non sorride quasi mai e veste sempre con abiti pastello all'ultima moda; il suo intercalare tipico è "…dico!"
- Nemo, uno dei maggiori nemici di Geronimo e di tutti i roditori, è un misterioso e perfido ratto di fogna che viene soltanto nominato (nessuno l'ha mai visto fisicamente), che sogna da sempre di conquistare e dominare l'Isola dei Topi e di tanto in tanto si allea con diversi loschi figuri per tentare di riuscirci, ma ogni volta viene bloccato dal protagonista, che manda a monte i suoi piani. Il suo simbolo è un ragno nero;
- Zia Margarina Stilton, una delle zie preferite di Geronimo. Moglie di zio Mascarpone e bravissima cuoca, profuma di vaniglia e possiede una pasticceria. Ha vinto per tre volte la gara di cucina di Topazia e ha brevettato il bignè al triplo cioccolato. È inoltre campionessa di lancio della pasta sfoglia. Quando era piccolo, Geronimo la andava a trovare volentieri perché gli regalava sempre degli squisiti bignè;
- Zio Mascarpone Dolcecrema, marito di zia Margarina e padre di Fontina e Fonduta, è proprietario di un grande negozio di giocattoli ed è un padre molto affettuoso;
- Fontina e Fonduta Dolcecrema, figlie gemelle di zio Mascarpone e zia Margarina. Amano danzare, pattinare e fare ginnastica artistica. Sono molto affezionate a Benjamin, loro cugino, con il quale adorano passare del tempo;
- Iena, amico di Geronimo molto sportivo e muscoloso, amante di tutti gli sport e della vita avventurosa, quindi il contrario del protagonista. Adora l'Africa e le canzoni di Elvis Presley e dei Beatles (mentre Geronimo adora la musica classica). È innamorato anche lui di Tea, quindi entra spesso in contrasto con Ficcanaso Squitt. Nonostante possa sembrare superficiale, rude e dedito solo all'attività fisica, in realtà è molto sentimentale, sensibile e attento a questioni importanti. Chiama Geronimo con il soprannome di "Scamorzolo" e lo coinvolge spesso in estenuanti avventure sportive;
- Sciaquino Sciaquon, è un imprenditore, leader nella costruzione di sanitari da bagno. Vorrebbe rovinare crudelmente Geronimo e per questo tenta di improvvisarsi editore fondando una nuova casa editrice, le edizioni Strillo, e un nuovo quotidiano, Lo Strillo della Pantegana, ma poi Geronimo riesce a farlo ragionare e a renderlo più onesto. Indossa sempre una benda su un occhio, motivo per cui viene descritto come "un ratto con un occhio solo" dai librai ed edicolanti che vendono le sue disgustose opere. Deciderà infine di chiudere Lo Strillo della Pantegana e di fondare insieme a Geronimo una società editoriale che si occupa di opere d'arte, la Top-Art;
- Zio Smilordo Zanzibar, è il più bizzarro degli zii di Geronimo, risiede fuori città, nel castello di Rocca Taccagna, ed è notoriamente avarissimo. In numerose occasioni la sua avarizia ossessiva lo porta a trattare male amici, ospiti e parenti e a compiere azioni improbabili, come immergere le bustine del tè nell'acqua fredda per un istante per poi estrarle subito, in modo da poterle riutilizzare. La famiglia Zanzibar è imparentata con la famiglia Stilton (anche se non in ottimi rapporti a causa dell'avarizia degli Zanzibar) da quando Biancacoda Stilton, bisnonna di Geronimo, sposò Astolfo Giulezampe Zanzibar, bisnonno di Smilordo.
- Virgulto Zanzibar, figlio di zio Smilordo e cugino di Geronimo, Tea e Trappola, come il padre è decisamente avaro e ricorre a stratagemmi assurdi per risparmiare. Trattava male la sua ex-fidanzata e promessa sposa Cloachina, che intendeva sposare solo in quanto molto ricca (il padre di lei aveva guadagnato un'immensa fortuna inventando un gas alternativo) e pretendeva di far diventare avara come lui e che grazie a Tea si è ribellata, lasciando Virgulto e rifacendosi il look e una vita. È un topo alto e molto magro dal colorito giallastro;
- Bigodina Zanzibar, sorella minore di Smilordo. Inizialmente colleziona lampadine fulminate, trascorre le sue giornate lavorando a maglia ed è sempre molto triste in quanto Smilordo le proibisce di ridere per non sprecare energia. In seguito le calze coloratissime che prepara ottengono un grande successo nei negozi e lei, grazie all'aiuto dei parenti Stilton, decide finalmente di rifarsi una vita, cambiando look, ritrovando la felicità e sposandosi con zio Pernacchio;
- Zio Pernacchio Spuzzacchiotti. È molto burlone, la sua "vittima" preferita è il nipote Geronimo: il suo scherzo preferito è, come suggerisce il nome, quello di mettere un palloncino sulla sedia per simulare una flatulenza. In Ritorno a Rocca Taccagna si innamora di Bigodina Zanzibar e la sposa;
- Zio Arterio Medicoso, è uno zio di Geronimo fortemente ipocondriaco, che è convinto di avere o rischiare di contrarre qualsiasi malattia, si lava le mani in continuazione, esce sempre di casa con una mascherina per paura dei germi e si reca continuamente in ospedale per effettuare visite di controllo;
- Professor Amperio Volt. È il più noto scienziato dell'Isola dei Topi. È un grande amico di Geronimo, che è una delle poche persone di cui si fida. Nel suo laboratorio conduce esperimenti segretissimi, motivo per cui cambia spesso posizione trasferendosi anche in posti molto impervi, e le sue invenzioni sono davvero geniali. Indossa sempre un camice bianco e porta degli occhialetti sul naso. È l'inventore delle Macchine del Tempo con cui Geronimo parte per gli avventurosi "Viaggi nel Tempo" che racconta nei suoi libri;
- Karina Von Fossilen. È un'archeologa, direttrice del Museo di Scienze Naturali di Topazia. È bionda e porta sempre i capelli raccolti, indossa sempre un completo color kaki, porta un paio di grandi occhiali rossi e tende a parlare molto quando viene interpellata su qualcosa che conosce;
- Oliver. Amico e compagno di scuola di Benjamin, è un ragazzino allegro e positivo. È disabile e spesso incontra difficoltà per tale motivo (spostandosi in sedia a rotelle basta un gradino perché si debba fermare), ma è così ottimista che vorrebbe andare in capo al mondo e partecipare alle Paralimpiadi;
- Ombra Rasmaussen. È la ladra più famosa dell'Isola dei Topi, cugina di Sally Rasmaussen. Espertissima di travestimenti e maschere, è nota per aver mandato a segno diversi colpi notevoli. Molto bella e affascinante, con lunghi e vaporosi capelli biondi e occhi color ghiaccio, quando non è travestita indossa abitualmente una tuta nera aderente. Ogni volta che Geronimo la incontra, finisce sempre per fare pessime figure davanti a lei. Tea dichiara che Ombra è stata sua compagna di scuola e che già ai tempi aveva la passione per i furti, in quanto le rubava sempre il fidanzato;
- Madame No. È la perfida direttrice dell'Eco Company, di pessimo carattere. Nemica di Geronimo, il suo più grande sogno è diventare la roditrice più ricca dell'Isola dei topi. È in società con Ombra e con il Professor No, il suo perfido e crudele cugino. Ha in tutto e per tutto solo una risposta: No.

### Felini
- Gattardone III de Gattardis: è il terzo imperatore della dinastia dei gatti. È un gatto grasso, fannullone, prepotente e goloso, nonché uno dei maggiori antagonisti di Geronimo Stilton, che cerca in più di un'occasione di mangiarsi. È ossessionato dal cibo (viene spesso descritto mentre è intento a mangiarsi decine di portate in un solo pasto) e dallo sfarzo della sua fortezza imperiale; finisce sempre per mettere in crisi le casse dell'Isola dei Gatti e per tentare di sistemare i bilanci si lancia sempre in piani insensati. Non ha la mano destra e il piede sinistro, che sostituisce con un uncino d'argento e un piede di legno;
- Oscar Tortuga: cugino di Gattardone, è l'editore capo dello Strillo del Felino, l'unico giornale dell'Isola dei Gatti (che non ha una cadenza di pubblicazione fissa ma esce solo quando ci sono notizie rilevanti). È un gatto molto intelligente ed un appassionato lettore e scrittore, ma come il cugino è molto pigro. Vive insieme al suo maggiordomo Mollica nella Torre Blu, un edificio moderno e lussuoso vicino alla fortezza imperiale, che gli serve anche come sede e tipografia del suo giornale. Gattardone gli ha imposto di scrivergli una biografia ed Oscar gli lascia sempre credere di essere al lavoro su di essa quando in realtà non ne ha mai scritto neanche una parola. Fortemente contrario all'operato del cugino, Oscar aiuterà spesso Geronimo a scappare o ad avvertirlo delle diavolerie di Gattardone, ma lo farà sempre per proprio tornaconto; in realtà nutre una grande stima personale e professionale verso Geronimo, ma è troppo orgoglioso per ammetterlo.
- Dragostea de Gattardis: nipote di Gattardone, è una gatta di circa 18-20 anni. Il suo carattere è totalmente diverso da quello della maggior parte dei suoi simili presenti nei libri, in quanto, oltre a essere bella e intelligente, Dragostea è onesta e altruista, arrivando spesso a denunciare apertamente le menzogne e i soprusi degli altri gatti; inoltre è vegetariana, non avendo alcun interesse a mangiare topi, ed è, insieme a Oscar, l'unico altro felino interessato alla lettura, tant'è che ha una libreria nascosta con tutti i libri di Geronimo Stilton (di cui sull'Isola dei Gatti è proibito per legge il possesso). Dragostea ha un rapporto cordiale con Oscar e con i gemelli Glitter e Bitter, mentre con Tersilla e con lo zio imperatore è in pessimi rapporti per via delle sue idee.
- Tersilla de Gattardis: figlia di Gattardone e della sua prima moglie Scimitarra Spill, è l'erede al trono dell'Isola dei Gatti. È una gatta astuta, perfida e vanitosa. Seguendo le idee del padre, ha sempre voluto mangiarsi Geronimo ed è spesso l'artefice dei piani più elaborati a tale fine. Nonostante Tersilla sia solitamente leale a Gattardone, non esita a raggirarlo per fare del bene a sé stessa, e sebbene i suoi piani vengono sempre scoperti da Geronimo, Dragostea o Glitter e Bitter, Gattardone alla fine la perdona sempre; non è invece chiaro il suo rapporto con la nonna paterna Zuspola.
- Glitter e Bitter de Gattardis: figli gemelli di Gattardone e della sua seconda moglie Rosalinda Khan, sono secondi nella linea di successione al trono dell'Isola dei Gatti dopo la sorellastra Tersilla. Glitter e Bitter si somigliano quasi in tutto; in particolare, a differenza degli altri gatti, sono accomunati dal rispetto della natura e dell'ambiente. A causa di ciò non sono in ottimi rapporti con il padre e con Tersilla, mentre vanno molto d'accordo con la cugina Dragostea e anche con la nonna paterna Zuspola. Nonostante abbiano solo 10-12 anni, hanno chiari piani per il futuro: Glitter vorrebbe diventare stilista o architetto, mentre Bitter vorrebbe diventare biologo marino o ingegnere.
- Bonzo Felix: è un fedele servitore di Gattardone. Gatto grasso e goloso come Gattardone ma, in generale, di animo buono, almeno con gli altri gatti. Viene spesso mandato a svolgere lavori sporchi da Gattardone o da Tersilla, a cui è sottoposto e di cui è spesso complice, a volte involontariamente, e in genere è vittima della rabbia dei due nel caso di insuccesso. Maldestro e non particolarmente brillante, si rifiuta spesso di tradire Gattardone, anche se probabilmente più per sottomissione che per vera lealtà.
- Zuspola de Gattardis: è l'imperatrice madre, madre di Gattardone e vedova del precedente imperatore dei gatti, Gattardone II de Gattardis (che descrive sempre come un sovrano molto capace, a differenza del figlio). Anziana, curiosa e perennemente terrorizzata dalle pulci, porta sempre con sé un ombrellino da sole e un ventaglio; spesso non esita a criticare e a picchiare Gattardone con l'ombrellino per le sue balzane idee ed è l'unica persona che Gattardone veramente teme. Zuspola adora i due nipotini Glitter e Bitter, mentre non è chiaro il suo rapporto con la nipote Tersilla.

## Ambientazione

### Topazia
Topazia è la città da cui hanno origine la maggior parte delle avventure di Geronimo Stilton; è la capitale dell'Isola dei Topi. La città è attraversata dal fiume Topazio, si trova a sud di Topoforte e Portoschifio e a nord della Giungla Nera. Viene descritta come una città piuttosto grande, dotata di una stazione, di un aeroporto e di una metropolitana. La piazza centrale della città, in cui si trova un obelisco e sotto la quale si trova un'antica biblioteca-labirinto, si chiama Piazza Pietra Che Canta. A qualche chilometro dalla riva del mare c'è la Statua della Libertà, color formaggio. A Topazia hanno sede i due quotidiani più importanti dell'Isola dei Topi, l'Eco del Roditore, diretto da Geronimo Stilton, e La Gazzetta del Ratto, diretto dalla nemica di Stilton, Sally Rasmaussen; le redazioni dei due giornali si trovano nella stessa strada (Via del Tortellino), esattamente una di fronte all'altra (l'Eco al numero 13, la Gazzetta al numero 14). Il sindaco della città, in tutti i libri della serie, si chiama Honorato Topato ed è amico di Geronimo (nel libro Per mille mozzarelle, ho vinto al Tototopo! Trappola, il cugino di Geronimo, si candida a sindaco dopo che è diventato ricchissimo in seguito alla vincita di un grosso premio ad una lotteria).

### L'Isola dei Topi
L'Isola dei Topi è un'isola immaginaria a forma di fetta di formaggio, situata nell'Oceano Rattico Meridionale, dove la natura è protetta e i topi vivono in tranquillità. Si tratta di uno stato autonomo che ha come capitale Topazia, città dove vivono Geronimo Stilton e quasi tutti gli altri personaggi protagonisti, situata nella parte sud-est dell'isola. Altre città importanti sono Topoforte, Portosorcio, Portocrostolo e Portoschifio.
Sull'isola vi sono altri luoghi citati, tra cui Picco Vampiro, che fa parte della Transtopacchia, il posto più freddo e nebbioso dell'Isola, in cui si dice (con ragione) ci siano dei vampiri (rappresentando quindi la Transilvania dell'isola), e il Topikistan, l'altro luogo più freddo dell'Isola, in cui la temperatura è sempre di 40 gradi sotto zero e in cui si produce un delizioso formaggio tipico chiamato Toprino. Geronimo abita a Topazia in Via del Borgoratto 8 e viaggia spesso da un luogo all'altro dell'isola, anche se odia viaggiare e lo fa solo per lavoro oppure perché ce lo trascinano amici e parenti.

### L'Isola dei Gatti
Su quest'altra isola, che ha la forma di una zampa di felino, come si può intuire dal nome, abitano soltanto gatti. In particolare vi risiedono Oscar Tortuga, direttore del quotidiano locale Lo Strillo del Felino e amico di Geronimo Stilton, l'imperatore dei gatti Gattardone III De Gattardis e sua figlia Tersilla. Questi gatti hanno come unico obiettivo mangiarsi Geronimo Stilton (tutti tranne Oscar e la nipote di Gattardone Dragostea). La capitale è la città di Gattoburgo. In uno dei romanzi, La grande invasione di Topazia, i gatti invadono Topazia, evento che, sempre secondo i racconti, non accadeva dal lontano 1207, periodo storico in cui la città era solo un piccolo borgo di pescatori, allevatori e commercianti. In entrambe le occasioni vincono i topi; a seguito della seconda invasione, l'anniversario del termine della guerra viene proclamato Giorno dell'Indipendenza Topesca e reso festa nazionale nell'Isola dei Topi.

## Serie di libri "Geronimo Stilton"

### Storie da ridere
La collana conta più di 128 libri, vedi l'elenco.

#### Altri (raccolte di Storie da ridere)
- Sono un topo avventuroso, Casale Monferrato, Piemme, 2018. ISBN 978-88-566-6276-4. [Contiene Grosso guaio in Mato Grosso e Non sono un supertopo]
- Sono un topo misterioso, Casale Monferrato, Piemme, 2018. ISBN 978-88-566-6277-1. [Contiene Lo strano caso del tiramisù e S.O.S. c'è un topo nello spazio]
- Sono un topo sportivissimo, Casale Monferrato, Piemme, 2018. ISBN 978-88-566-6278-8. [Contiene Un assurdo week-end per Geronimo e La corsa più pazza d'America!]
- Sono un topo super fifone, Casale Monferrato, Piemme, 2018. ISBN 978-88-566-6279-5. [Contiene Il castello di Zampaciccia Zanzamiao e La mummia senza nome]
- Le più belle storie di Natale, Milano, Piemme, 2018. ISBN 978-88-566-6804-9.
- Sono un topo esploratore, Milano, Piemme, 2019. ISBN 978-88-566-6770-7. [Contiene La valle degli scheletri giganti e Il tesoro di Rapa Nui]
- Le storie più belle in giro per il mondo, Milano, Piemme, 2019. ISBN 978-88-566-6779-0. [Contiene Appuntamento… col mistero!, Il mistero del rubino d'Oriente, Un topo in Africa]

### Castel leggenda
1. Cercasi eroe per Castel Leggenda, Milano, Piemme, 2017. ISBN 978-88-566-5717-3.
2. Il cucchiaio nella roccia di Castel Leggenda, Milano, Piemme, 2018. ISBN 978-88-566-6301-3.
3. Topin Hood e il segreto di Castel Leggenda, Milano, Piemme, 2018. ISBN 978-88-566-6303-7.
4. Prove di magia a Castel Leggenda, Milano, Piemme, 2018. ISBN 978-88-566-6304-4.
5. Il grande torneo di Castel Leggenda, Milano, Piemme, 2019. ISBN 978-88-566-6772-1.
6. L'ultimo drago di Castel Leggenda, Milano, Piemme, 2019. ISBN 978-88-566-6778-3.

### A tu per tu con
1. A tu per tu con Neil Armstrong. Il primo astronauta sulla luna, Milano, Piemme, 2019. ISBN 978-88-566-6897-1.
2. A tu per tu con Amelia Earhart. L'aviatrice più famosa della storia, Milano, Piemme, 2019. ISBN 978-88-566-6898-8.
3. A tu per tu con Wolfgang Amadeus Mozart. Il grande genio della musica, Milano, Piemme, 2019. ISBN 978-88-566-6899-5.
4. A tu per tu con Frida Kahlo. La pittrice dal cuore coraggioso, Milano, Piemme, 2019. ISBN 978-88-566-6900-8.
5. A tu per tu con Margherita Hack. La scienziata amica delle stelle, Milano, Piemme, 2020. ISBN 978-88-566-7276-3.
6. A tu per tu con Thomas Edison. Il grande inventore dalle idee brillanti, Milano, Piemme, 2020. ISBN 978-88-566-7281-7.
7. A tu per tu con Coco Chanel. La stilista che rivoluzionò la moda femminile, Milano, Piemme, 2021. ISBN 978-88-566-7401-9.

### In vacanza nel tempo
1. Crociera sul Nilo, Milano, Piemme, 2016. ISBN 978-88-566-4924-6.
2. Appuntamento col mammut, Milano, Piemme, 2016. ISBN 978-88-566-4925-3.
3. Cavaliere per un giorno, Milano, Piemme, 2016. ISBN 978-88-566-4926-0.
4. Super banchetto nell'antica Roma, Milano, Piemme, 2016. ISBN 978-88-566-4927-7.
5. In volo con Leonardo, Milano, Piemme, 2017. ISBN 978-88-566-4928-4.
6. Alla scoperta del West, Milano, Piemme, 2017. ISBN 978-88-566-5590-2.
7. Getta l'ancora, Cristoforo Colombo!, Milano, Piemme, 2017. ISBN 978-88-566-5591-9.
8. Gran ballo con il Re Sole, Milano, Piemme, 2018. ISBN 978-88-566-5592-6.
9. Colpo di scena nell'antica Grecia, Milano, Piemme, 2018. ISBN 978-88-566-6116-3.
10. Destinazione Parigi, Milano, Piemme, 2018. ISBN 978-88-566-6117-0.
11. Al galoppo con Napoleone, Milano, Piemme, 2019. ISBN 978-88-566-6771-4.
12. A caccia di misteri nell'Antico Egitto, Milano, Piemme, 2019. ISBN 978-88-566-6782-0.

### Mini-Maxi
1. Aiuto, mi sono ristretto
2. Chi ha ingrandito il giardino?
3. Fate largo al mini detective
4. Mi sono tuffato nell'acquario!

### Nel regno della fantasia
1. Nel regno della fantasia
2. Secondo viaggio nel regno della fantasia - Alla ricerca della felicità
3. Terzo viaggio nel regno della fantasia
4. Quarto viaggio nel regno della fantasia
5. Quinto viaggio nel regno della fantasia
6. Sesto viaggio nel regno della fantasia
7. Settimo viaggio nel regno della fantasia
8. Ottavo viaggio nel regno della fantasia
9. Grande ritorno nel regno della fantasia
10. Nono viaggio nel regno della fantasia
11. Grande ritorno nel regno della fantasia 2
12. Decimo viaggio nel regno della fantasia
13. Le origini del regno della fantasia
14. Nel regno della fantasia: Il grande segreto
15. Undicesimo viaggio nel regno della fantasia
16. L'impero della fantasia
17. I custodi del regno della fantasia
18. Imaginaria
19. Il meraviglioso libro dei libri

#### Viaggio nel tempo
1. Viaggio nel tempo
2. Viaggio nel tempo 2
3. Viaggio nel tempo 3
4. Viaggio nel tempo 4
5. Viaggio nel tempo 5
6. Viaggio nel tempo 6
7. Viaggio nel tempo 7
8. Viaggio nel tempo 8
9. Viaggio nel tempo 9
10. Viaggio nel tempo 10
11. Missione Dinosauri - Viaggio nel tempo 11
12. Missione Pirati - Viaggio nel tempo 12
13. Missione Olimpo - Viaggio nel tempo 13
14. Missione Piramidi - Viaggio nel tempo 14
15. Viaggio nel tempo: grandi invenzioni

### Barzellette
- 1000 barzellette vincenti
- 1000 barzellette irresistibili
- 1000 barzellette stratopiche
- Il Barzellettone
- Barzellette Super-Top-Compilation N°1
- Barzellette Super-Top-Compilation N°2
- Barzellette Super-Top-Compilation N°3
- Barzellette Super-Top-Compilation N°4
- Barzellette Super-Top-Compilation N°5
- Barzellette Super-Top-Compilation N°6
- Le più belle barzellette del mondo
- Le più belle barzellette in vacanza
- Le più belle barzellette sugli animali
- Le più belle barzellette da brivido
- Le più belle barzellette in vacance
- Le più belle barzellette dalla A alla Z
- Le più belle barzellette per ogni stagione
- Le più belle barzellette dei Preistotopi
- Barzellette al top
- La plu belle Barzellette del mondo
- Barzellette tone: Encyclopedia
- Le Barzellette al formaggio del miel lettori
- Barzellette da Record
- Barzellette Spuzzette

### Libri speciali
- Il mio primo manuale di internet
- Il mio primo atlante
- Il mio primo dizionario di italiano
- Parlo subito inglese
- Dinosauri
- Animali del Mondo
- Lo sai che? Il grande libro delle curiosità
- È ora di… mangiare sano!
- Canto di Natale
- Natale a Picco Puzzolo
- Il segreto di Leonardo
- Il piccolo libro della pace
- Il piccolo libro della felicità
- Il piccolo libro della gentilezza
- Il piccolo libro della terra
- Il piccolo libro per sognare in grande
- Avventura giurassica
- Grande viaggio intorno al mondo
- Grande viaggio intorno al mondo 2

### L'isola dei dinosauri
1. Triceratopo all'attacco
2. Sulle tracce del T-Rex
3. In fuga dal Velociraptor
4. Titanosauro in azione!
5. Pterodattilo in picchiata
6. Muso a muso con lo stegosauro
7. In bocca al T-Rex
8. Dinosauri alla riscossa

### Geronimo Stilton
1. Attenti al topo
2. Il giallo del pappagallo
3. Uno skate per due
4. Un amico a sorpresa

### Segreti & Segreti di Pissipissy Rattazz
- La vera storia di Geronimo Stilton
- La vera storia della Famiglia Stilton
- I segreti di Topazia
- Vita segreta di Tea Stilton
- Stilton & Friends

### Cronache del Regno della Fantasia
Serie Cronache del Regno della Fantasia
1. Il Reame Perduto
2. La Porta Incantata
3. La Foresta Parlante
4. L'Anello di Luce
5. L'isola pietrificata
6. Il segreto dei Cavalieri

Serie Cavalieri del Regno della Fantasia
1. Il Labirinto dei Sogni
2. La Spada del Destino
3. Il risveglio dei Giganti
4. La Corona d'Ombra

Serie Le 13 Spade
1. Il segreto del Drago
2. Il segreto della Fenice
3. Il segreto della Tigre
4. Il segreto del Lupo

Serie completa

### I primi libri
- Cinque minuti prima di dormire
- Buonanotte topini
- Le grandi fiabe classiche
- Le grandi fiabe classiche 2
- Peter Pan
- Alice nel Paese delle Meraviglie
- Il fagiolo magico
- Cappuccetto Rosso
- Robin Hood
- Cenerentola
- Biancaneve
- I viaggi di Gulliver
- La storia di Masha e L'orso
- Le fiabe della buonanotte

### I Grandi Classici
- L'isola del tesoro di Robert Louis Stevenson
- Il giro del mondo in 80 giorni di Jules Verne
- La spada nella roccia di T.H. White
- Piccole donne di Louisa May Alcott
- Il richiamo della foresta di Jack London
- Robin Hood di Alexandre Dumas
- I tre moschettieri di Alexandre Dumas
- Il libro della giungla di Rudyard Kipling
- Heidi di Johanna Spyri
- Ventimila leghe sotto i mari di Jules Verne
- Peter Pan di James Matthew Barrie
- Le avventure di Ulisse di Omero
- Piccole donne crescono di Louisa May Alcott
- Le avventure di Tom Sawyer di Mark Twain
- Alice nel Paese delle Meraviglie di Lewis Carroll
- Sandokan - Le tigri di Mompracem di Emilio Salgari
- Robinson Crusoe di Daniel Defoe
- Il mago di Oz di Lyman Frank Baum
- I ragazzi della via Pál di Ferenc Molnár
- Il giardino segreto di Frances Hodgson Burnett
- I viaggi di Gulliver di Jonathan Swift
- Il Corsaro Nero di Emilio Salgari
- Frankenstein di Mary Shelley
- Le più belle fiabe dei fratelli Grimm
- Canto di Natale di Charles Dickens
- Pollyanna di Eleanor Hodgman Porter
- Moby Dick di Herman Melville
- Zanna Bianca di Jack London
- Anna dai capelli rossi di Lucy Maud Montgomery
- Jolanda, la figlia del Corsaro Nero di Emilio Salgari
- Sherlock Holmes di Arthur Conan Doyle
- La piccola principessa di Frances Hodgson Burnett
- La freccia nera di Robert Louis Stevenson
- Viaggio al centro della Terra di Jules Verne
- Pinocchio di Carlo Collodi
- Sandokan - I pirati della Malesia di Emilio Salgari
- Pattini d'argento di Mary Mapes Dodge
- Capitani coraggiosi di Rudyard Kipling
- Le avventure di Huckleberry Finn di Mark Twain
- La regina delle nevi di Hans Christian Andersen
- Il piccolo Lord di Frances Burnett
- L'isola misteriosa di Jules Verne
- David Copperfield di Charles Dickens
- Il fantasma di Canterville di Oscar Wilde
- Il mastino dei Baskerville di Arthur Conan Doyle
- Don Chisciotte della Mancia di Miguel de Cervantes
- Divina commedia di Dante Alighieri
- Arsenio Lupin di Maurice Leblanc
- I più grandi miti Greci (Autori vari)
- I promessi sposi di Alessandro Manzoni
- La fattoria degli animali di George Orwell
- Iliade. Le grandi gesta dei mitici eroi di Omero
- Miti e leggende dell'antica Roma

### Giochi e activity
- Vacanze per tutti (vol. 1)
- Vacanze per tutti (vol. 2)
- Vacanze per tutti (vol. 3)
- Vacanze per tutti (vol. 4)
- Vacanze per tutti (vol. 5)
- Mille giochi
- Il Frullabaffi
- Frullabaffi 2
- Il Topone enigmistico
- Mondo roditore
- Mondo roditore giochi e activity
- Escape book - In trappola… dentro casa mia!
- Escape book - In trappola… dentro al museo!
- 1000 giochi enigmistici

## Geronimo Stilton Serie completata

### Le nuove avventure nel regno della fantasia
1. Il domatore di Draghi
2. Una notte tra le Streghe
3. Il mistero dei troll
4. La leggenda del dono fatato
5. Alla ricerca del diadema perduto
6. Un regno da salvare
7. Il segreto dell'allegria
8. Sfida al castello del tempo
9. Il tesoro degli Elfi
10. Il grande furto dei colori
11. Il segreto del libro incantato
12. Il guardiano magico
13. Il potere degli Unicorni
14. Il messaggero del mare
15. Un nuovo Cavaliere
16. L'anello incantato
17. La profezia della fenice
18. Il segreto delle Fate
19. La missione segreta
20. L'enigma delle Sette Chiavi
21. La grande gara di volo
22. Il mistero di Castelcristallo
23. L'incantesimo della Primavera
24. La Compagnia degli Eroi
25. La ricetta stregata

### Gli speciali
- Alla ricerca del cubo spaziale
- L'enigma del brodo primordiale
- Inseguimento nel superlabirinto

### I Cosmotopi
1. Minaccia dal pianeta Blurgo
2. Un'aliena per il capitano Stiltonix
3. L'invasione dei dispettosi Ponf Ponf
4. Sfida galattica all'ultimo gol
5. Il pianeta dei cosmosauri ribelli
6. Il mistero del pianeta sommerso
7. La magica notte delle stelle danzanti
8. Pericolo spazzatura spaziale!
9. Siltonix contro il mostro slurp
10. Sfida stellare all'ultimo baffo
11. E poi ti mordicchio la coda, Stiltonix!
12. Una turbogara da record
13. Il panieta invisibile
14. Missione caciotta spaziale
15. Dov'è finita Tea Stiltonix?
16. Due capitani allo specchio

### I Topinghi
1. Il segreto del drago blu
2. Sei ciccia per draghi
3. Scattare scattaree… Geronimord
4. Toglilo tu il dente al Dragante!
5. La rivincita delle Topinghe!
6. Nella terra degli Uffa Uffa
7. Il mistero dell'isola verde
8. Chi ha rubato l'elmo topingo?
9. Il ritorno del drago blu
10. La corona dei draganti
11. La fiera delle invenzioni
12. Il mistero della pietra topinga
13. Passa la palla, Geronimord!
14. Fai la scelta giusta, Geronimord!

### Tenebrosa Tenebrax
1. Tredici fantasmi per Tenebrosa
2. Mistero a Castelteschio
3. Il tesoro del pirata fantasma
4. Un vampiro da salvare!
5. Il rap della paura
6. Una valigia piena di fantasmi
7. Brividi sull'ottovolante
8. Il pauroso segreto di Sotterrasorci
9. Il risveglio di Brividosauro
10. Il fantasma del Teatro dei Sospiri
11. Il misterioso mostro di Lagoscuro
12. Tutti a tavola, la bava è servita!
13. Buon lugubre compleanno, nonno!
14. Il ballo della mummia dispettosa
15. Il segreto della palude puzzolente
16. Una sfilata da brivido
17. Il mostruoso caso delle piante mannare
18. Benvenuti nel mare degli incubi
19. La tremenda puzza della fetida foresta
20. Nel labirinto di Grottacupa
21. Il tenebroso libro dei mostrilli
22. Perché non ridi, cicceto?
23. In vacanza con lo yéti
24. Il segreto di Sotterrasorci

### Supertopi
1. Fermi tutti, Superscamorze in arrivo!
2. La carica dei robottini puzzoni
3. Missione speciale… diluvio universale!
4. Il superattacco delle margherite zannute
5. Due supertopi contro il ladro invisibile
6. Polpette di supertopo per il T-Rex
7. SuperGer e la supermacchina del tempo
8. Superallarme, Supertopo in fuga!
9. S.O.S.superinsetti all'assalto
10. La lunga notte dei Supertopi
11. Mini-topi contro Maxi-Pantegane
12. La supertrappola di ghiaccio!
13. La supergara della caciotta rombate

#### Avventure di personaggi famosi
1. Le avventure di Ulisse
2. Le avventure di Re Artù
3. Le avventure di Marco Polo

#### Altri
- Il segreto del Coraggio
- La grande invasione di Topazia

### I Preistotopi
1. Via le zampe dalla pietra del fuoco!
2. Attenti alla coda, meteoriti in arrivo
3. Per mille mammut, mi si gela la coda!
4. Sei nella lava fino al collo, Stiltonut!
5. Mi si è bucato il trottosauro!
6. Per mille ossicini, vai col brontosauro!
7. Dinosauro che dorme non piglia topi!
8. La tremenda carica dei tremendosauri
9. Mordosauri in mare…tesoro da salvare!
10. Cadono notizie da urlo, Stiltonut!
11. Trottosauro contro ostrica mannara
12. Polposaura affamata…coda stritolata!
13. Per mille pietruzze… il gonfiosauro fa le puzze!
14. Ahi ahi Stiltonut, è finito il latte di mammut!
15. Non svegliate le mosche Ronf Ronf!
16. Chi mi ha rubato l'acqua del fiume?
17. L'abominevole ratto delle nevi
18. pericolo giurassico: piovono meteoriti!
19. Occhio alla pelliccia, arriva il grande Bzot!
20. La grande sfida dei Preistocuochi
21. Inizia la sfilata… figuraccia assicurata!
22. Il monstrosauro degli abissi
23. L'amore ai tempi del T-rex
24. Timidosauri in cerca di casa
25. Gara giurassica: vinca il migliore!
26. Sogni d'oro, Sonnosauro!
27. Vacanca giurassica… in un mare di guait!
28. Il segreto della pietra che canta

### Supereroi
1. I difensori di Muskrat City
2. L'invasione dei mostri giganti
3. L'assalto dei grillitalpa
4. Supersquitt contro i terribili tre
5. La trappola dei super dinosauri
6. Il giallo del costume giallo
7. Gli abominevoli Ratti delle Nevi
8. Allarme, Puzzoni in azione!
9. Supersquit e la pietra lunara
10. C'è del marcio a Marcium
11. Vendetta del passato

### Avventure estreme
1. Da scamorza a vero topo…in 4 giorni e mezzo
2. Che fifa sul Kilimangiaro!
3. Te lo do io il Karate!

## SerieTea Sisters
Tea Sisters è un ciclo di romanzi scritto da Elisabetta Dami e firmato con lo pseudonimo del personaggio di Tea Stilton, incentrato sulle avventure di cinque giovani investigatrici che decidono di chiamarsi con un nome in onore della loro migliore amica Tea Stilton. Nasce come spin-off del ciclo di romanzi di Geronimo Stilton. Le Tea Sisters sono un gruppo di cinque ragazze, provenienti ognuna da un continente diverso, che si sono incontrate al College di Topford, dove hanno studiato insieme a Tea. Sono stati pubblicati molti libri suddivisi in gruppi: Tea Sisters, Vita al College, Tea Sisters Fumetti, Detective del cuore.
Personaggi
- Nicky: è appassionata di sport e natura, (e anche del basket) ed è australiana. Ama vivere all'aria aperta perché soffre di claustrofobia. Il suo soprannome è Nic.
- Paulina: arriva dal Perù e conosce gente di tutto il mondo perché ama viaggiare. È timida e pasticciona, ma è molto altruista. Il suo soprannome è Pilla.
- Violet: è cinese ed è amante della musica classica. Ama suonare il violino e studiare. È piuttosto permalosa. Colette la chiama Vivì.
- Colette: proviene dalla Francia, ed è la ragazza più modaiola del gruppo. Le amiche la chiamano Cocò.
- Pamela: è un'abile meccanica ed è originaria della Tanzania. È la pacifista del gruppo, ma è anche impulsiva. Colette la chiama Pam.

### Cicli di romanzi

#### Il segreti delle Tea Sisters
- Piccole ricette tra amiche
- Amiche a scuola di danza
- I nostri amici cuccioli
- Passione moda
- Tempo di… Fiesta!

#### Vita al college
1. L’amore va in scena a Topford
2. Il diario segreto di Colette
3. Tea Sisters in pericolo
4. Sfida a ritmo di danza
5. Il progetto super segreto
6. Cinque amiche per un musical
7. La strada del successo
8. Chi si nasconde a Topford
9. Una misteriosa lettera d'amore
10. Un sogno sul ghiaccio per Colette
11. Ciak si gira a Topford
12. Topmodel per un giorno
13. Missione mare pulito
14. Il codice del drago
15. Il club delle poetesse
16. La ricetta dell’amicizia
17. Gran ballo con il principe
18. Il fantasma di Castel Falco
19. Campionessa si diventa
20. Più che amiche… sorelle
21. Un matrimonio da sogno
22. Cinque cuccioli da salvare
23. Il concerto del cuore
24. Mille foto per una topmodel
25. La montagna parlante
26. Il tesoro dei delfini azzurri
27. Lezione di bellezza
28. Una magica notte sulla neve
29. Un tesoro di cavallo
30. Cinque amiche in campo
31. Sfilata di moda per Colette
32. I dolci del cuore
33. Stiliste per caso
34. Ballare che passione
35. Una regata per cinque
36. Sulle note del cuore
37. Un cucciolo in cerca di casa
38. Il segreto delle farfalle dorate
39. Il magico spettacolo dei colori
40. Lo specchio della sirena
41. Un sogno a passo di danza
42. La lettera segreta
43. Il trofeo dell’amicizia
44. Amiche per la moda
45. Operazione gran ballo
46. Mistero al faro dei gabbiani
47. Il giardino dei segreti
48. Sognando la vittoria
49. Un cavallo per un sogno
50. Mistero sotto le stelle
51. il quadro misterioso
52. la staffetta dell'amicizia
53. La festa degli aquiloni
54. Une stella sui pattini
55. Missione amici cuccioli
56. Piccoli segreti tra amiche
57. Halloween Party
58. Un consiglio d'amica
59. Cheerleader… che passione!
60. I colori di una grande amicizia
61. La scelta di Colette
62. L’estate più bella
63. Questione di stile

#### Tea Stilton
1. Il codice del drago
2. La montagna parlante
3. La città segreta
4. Mistero a Parigi
5. Il vascello fantasma
6. Grosso guaio a New York
7. Il tesoro di ghiaccio
8. Naufraghi delle stelle
9. Il segreto del castello scozzese
10. Il mistero della bambola nera
11. Caccia allo scarabeo blu
12. Lo smeraldo del principe indiano
13. Mistero sull'Orient Express
14. Mistero dietro le quinte
15. La leggenda dei fiori di fuoco
16. Missione flamenco
17. Cinque amiche per un leone
18. Sulle tracce del tulipano nero
19. Una cascata di cioccolato
20. I segreti dell'Olimpo
21. Amore alla corte degli zar
22. Avventura ai caraibi
23. Colpo di scena a Hollywood
24. Mistero in Madagascar
25. Inseguimento tra i ghiacci
26. Carnevale a Venezia
27. Il tesoro scomparso
28. Due cuori a Londra
29. Sognando le Olimpiadi
30. Il principe degli oceani
31. Principesse a Vienna
32. Missione Niagara
33. Il canto delle balene
34. Sogno d'amore a Lisbona
35. Caccia al tesoro a Roma
36. La leggenda del giardino cinese
37. Il segreto della foresta Nera
38. Destinazione Malesia
39. Il segreto di Firenze
40. Viaggio in Messico
41. il tesoro di Cartagine
42. La legenda del fantasma Irlandese
43. il sole di mezzanotte
44. La grotta delle Stelle
45. Vacanza in Costa Azzurra
46. Avventura negli U.S.A.
47. Gran ballo al castello
48. Appuntamento a Bruxelles
49. Inseguimento in Argentina
50. A Barcellona con lo chef
51. Il mistero delle pietre magiche
52. Il furto del diamante rosa
53. Il segreto dell’oro puro
54. Il ladro dell'Isola blu
55. Il segreto degli scacchi
56. L'estate dei sogni
57. Un cavallo per sognare
58. Il fantasma di Praga
59. Appuntamento a Parigi
60. La ritmica nel cuore

#### Tea Stilton Detective del cuore
1. Detective del cuore
2. Una stella in pericolo
3. La maschera d'Argento
4. Sulle note del mistero
5. Indagine allo specchio
6. Operazione San Valentino
7. L'abito del mistero
8. L'incontro segreto
9. La notte degli enigmi
10. Indagine a due voci
11. Destinazione top secret

#### I segreti
1. il segreto delle fate del lago
2. il segreto delle fate delle nevi
3. il segreto delle fate delle nuvole
4. il segreto delle fate degli oceani
5. il segreto delle fate dei Fiori
6. il segreto delle fate dei cristalli
7. il segreto delle fate delle stelle
8. Lo specchio segreto delle fate

#### Principesse (Regina e Streghe) del Regno della Fantasia
(scritti con nome Tea Stilton)
1. Principessa dei Ghiacci
2. Principessa dei Coralli
3. Principessa del Deserto
4. Principessa delle Foreste
5. Principessa del Buio
6. La Regina del Sonno (inizialmente intitolata La Regina dei Cinque Regni)
7. Strega delle Maree
8. Strega delle Fiamme
9. Strega del Suono
10. Strega delle Tempeste
11. Strega della Cenere
12. Strega dell'Aria
13. Strega delle Streghe

#### Principesse dell'Alba (Tea Stilton)
1. Astrid principesse dell'Alba
2. Nemis principesse dell'Alba
3. Sybil principesse dell'Alba

#### Incanto (Tea Stilton)
1. Il potere di Incanto
2. Il segreto delle principesse
3. Le guardiane dei sogni
4. La magia dei ricordi
5. L'enigma del fuoco
6. Il castello dell'inganno
7. Il fiordo delle sirene
8. La notte dell'eclissi
9. Il soffio dell'inverno
10. Il cuore di luce
11. Il messaggio delle farfalle
12. La collina dei segreti
13. La fonte dell'unicorno

1. La leggenda della clessidra
2. Il nastro di luce
3. Il sigillo dell'acqua
4. Il destino di Incanto

#### Le Ribelli di Incanto
1. Il Regno di Mezzanotte
2. Attacco alla Torre Rossa
3. La Città Perduta
4. La Profezia del Mago
5. Il mistero della luna
6. L' ultimo segreto

#### I libri del cuore
1. Romeo e Giulietta
2. Orgoglio e pregiudizio
3. Il fantasma dell'Opera
4. Sogno di una notte di mezza estate
5. Ragione e sentimento
6. Piccole donne
7. Il lago dei cigni e altri balletti
8. Jane Eyre
9. Piccole donne crescono
10. Emma
11. Anna dai capelli rossi
12. Arsenio Lupin e la contessa di Cagliostro
13. Le dee dell'Olimpo
14. Il mago di Oz
15. La sirenetta

#### Il diario segreto
1. Il diario segreto delle Tea Sisters
2. Il diario segreto delle Tea Sisters 2
3. Il diario segreto delle Tea Sisters 3
4. Il diario segreto delle Tea Sisters 4

#### Grandi Libri
1. Il principe di Atlantide
2. Il segreto delle Fate delle nuvole
3. Il segreto delle Fate degli Oceani
4. Il segreto delle Fate dei Fiori
5. Alla ricerca dei tesori perduti
6. Il segreto delle Fate dei Cristalli
7. Il segreto delle Fate delle Nevi
8. Il segreto delle Fate del Lago
9. La bussola di stelle
10. Il labirinto incantato
11. Il segreto delle Fate delle Stelle
12. Lo specchio segreto delle fate
13. Sirene

#### I love you
1. I love you Colette
2. I love you Pamela
3. I love you Paulina
4. I love you Violet
5. I love you Nicky

#### Libri speciali
1. Un’estate con le Tea Sisters
2. Crea e divertiti con le Tea Sisters
3. Sei speciale!
4. 100% amiche
5. Con il Pianeta nel cuore
6. Tre avventure sotto il sole
7. Tre avventure con gli amici cuccioli

## Trasposizioni in altri media
Film
Un film animato, diretto da David Soren e prodotto da Radar Pictures, è stato annunciato a febbraio 2023.
Musical
Dalla saga del roditore di Topazia sono stati tratti due musical: il primo, una produzione europea incentrata sul Regno della Fantasia, è stato portato in vari paesi fra cui Italia, Spagna, Olanda e Canada; il secondo è invece una produzione statunitense, portata in America del Nord.
Televisione
- Geronimo Stilton

Videogiochi

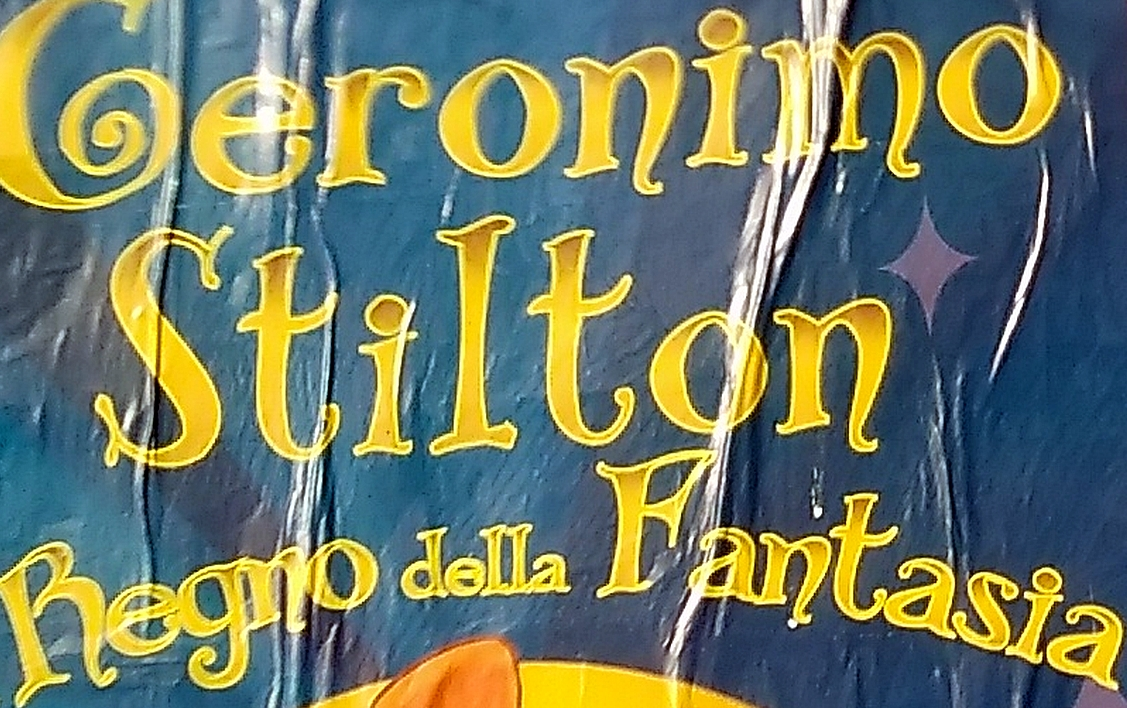
Geronimo Stilton nel regno della fantasia: manifesto per il musical del 2019, Milano

- Geronimo Stilton nel regno della fantasia - Il videogioco (tratto dal primo libro)
- Geronimo Stilton - Ritorno nel regno della fantasia (tratto dal secondo libro), entrambi usciti per PlayStation Portable.

Nei videogiochi sono presenti enigmi proprio sulla serie di libri. La rivista Play Generation diede al primo capitolo un punteggio di 72/100, trovando buoni gli enigmi e i minigiochi e apprezzando il fatto che fosse stato venduto al lancio a un prezzo budget, reputandolo una gradita sorpresa che sarebbe piaciuta parecchio in particolar modo ai più piccoli. Inoltre al lancio divenne il decimo gioco più venduto per PSP.

## Media perduti
Dal 2024, sono iniziate diverse ricerche su media perduti legati alla serie di Geronimo Stilton.
La prima ricerca riguarda su alcuni e-book pubblicati dalla (ora defunta) CyberRead Publishing. La loro scomparsa è stata notata per la prima volta su Reddit, e a partire dal 28 agosto 2024, la ricerca di questi e-book ha guadagnato popolarità tra gli utenti di Reddit esperti nel ritrovamento di media perduti.
La seconda ricerca è incentrata su un episodio pilota per la serie televisiva, creato nel 1999 dallo studio Stranemani. L'esistenza di questo pilota è stata confermata in seguito al ritrovamento di una clip all'interno del repertorio di animazione di Stranemani, archiviato su Wayback Machine.
La terza ricerca riguarda un telequiz intitolato Il Topo Quiz di Geronimo Stilton, trasmesso negli anni 2005-2006 sui canali Sky e RaiSat, con solo un'immagine del quiz ritrovata.